# Centrale thermique de Starobecheve
La centrale thermique de Starobechivska est une centrale thermique dans l'oblast de Donetsk en Ukraine.

## Localisation
Elle se situe à Starobecheve et Novyï Svit de la région de Donetsk.

## Historique
Elle a ouvert sous le nom de Lénine en 1958. Avec la guerre en Ukraine, l'exploitant Donbassenergo la centrale a commencé à être pillée.

## Installations
Le combustible principal est le charbon et le gaz naturel, le combustible secondaire est le fioul.